# التهاب الغدة النخامية ذاتي المناعة
يُعرَف التهاب الغدة النخامية ذاتي المناعة أو التهاب الغدة النخامية الليمفاوي بأنه التهاب في الغدة النخامية بسبب المناعة الذاتية.

## العلامات والأعراض
تتوقف الأعراض على الجزء المصاب من الغدة النخامية. وتحدث الإصابة بالتهاب الغدة النخامية الليمفاوي عندما تُصاب الخلايا النخامية الأمامية بـالتهاب ذاتي المناعة والذي قد لا يتسبب في ظهور أية أعراض أو قد يؤدي إلى قصور الكظر (إذا أصيبت الخلايا التي تنتج الهرمون الموجه لقشر الكظر)، أو قصور الدرقية (إذا أُتلِفَت الخلايا التي تنتج الهرمون منبه الدرقية)، أو قصور الغدد التناسلية (إذا تضمن الخلايا التي تنتج هرمون ملوتن و/أو الهرمون المنبه للجريب). ويؤدي التهاب الغدة النخامية في بعض الحالات إلى إعاقة سريان الـدوبامين من الوطاء إلى الغدة النخامية مسببًا ارتفاع مستويات هرمون الـبرولاكتين، ونتيجة لذلك، يحدث غالبًا إفراز الحليب من الثديين (لدى الفتيات الأكبر سنًا والسيدات). وتحدث إصابة النخامة العصبية الليمفاوية عندما تُصاب النخامية الخلفية مسبِّبة مرض السكري الكاذب. ربما يسبب كلٌ من التهاب الغدة النخامية الليمفاوي والنخامة العصبية الليمفاوية أعراض وجود كتلة داخل القحف، مثل: الصداع أو تشويش الرؤية، أي عمى الشقين الصدغيين.
تفرز الغدة النخامية العديد من الهرمونات المرتبطة بالوظائف الاستقلابية المختلفة. وقد يكون انخفاض إنتاج هرمونات نخامية معينة بصورةٍ كبيرة قاتلاً؛ حيث يؤدي إلى فشل الغدد الدرقية أو الغدد الكظرية.
وتقدِر الفترة التي يستغرقها ظهور أعراض تدمير المناعة الذاتية في العادةً من 12 إلى 40 عامًا. ولكن، هناك حالات من الهجوم المنفصل كنتيجةٍ للتفاعلات الدوائية (أي: استخدام أجسام مضادة إبيليموماب)  أو نتيجة حوادث مجهولة السبب تكون قد أظهرت أعراضًا ربما تختفي بعد فترة قصيرة نسبيًا من العلاج (على سبيل المثال العلاج بالكورتيزون أو كابتات المناعة الأخرى لمدة عامٍ واحد). وبالرغم من ذلك، القاعدة هي تطور المرض بصورة أسرع عند الإصابة به أثناء الحمل، أو بعده بقليل (حتى بعد سقوط الحمل أو الإجهاض). وبالفعل، يحدث التهاب الغدة النخامية ذاتي المناعة بصورةٍ أكثر شيوعًا أثناء الحمل وبعده بقليل أكثر من أي وقتٍ آخر.

### الأجسام المضادة
يعاني 80% من المرضى الذين لديهم أضداد الغدة النخامية أيضًا من أضداد الغدة الدرقية أو هرموناتها. وبطريقةٍ مماثلة، يعاني أيضًا 20% من مرضى التهاب الدرقية الناجم عن المناعة الذاتية من أضداد الغدة النخامية. ومن ثمَّ، ربما تعاني مجموعة جزئية من مرضى الغدة الدرقية من مرض له علاقة بالتهاب الغدة النخامية ذاتي المناعة. وقد ركزت الأبحاث الحديثة على عيب في جين المستضد الليمفاوي التائي السام 4، الذي قد يتسبب، عند اقترانه بعوامل أخرى، في مناعة ذاتية شاملة تركز في المقام الأول على غدد صماء محددة بما في ذلك الغدد النخامية والدرقية.

## التشخيص
تُعَد الـخزعة هي الطريقة الوحيدة للحصول على تشخيصٍ دقيق حيث لم يتم اكتشاف مستضد ذاتي حتى الآن؛. إلاإن أخذ خزعة من الغدة النخامية بصورةٍ آمنة ليس بأمرٍ هين؛ حيث إنها تقع أسفل المخ، ولكن هناك اختبار لكشف أضداد الغدة النخامية دون خزعة: وربما تُعد المستضدات لبروتينات عصارية خلوية للغدة النخامية M(r) 49000 بمثابة مؤشرات للعملية المناعية التي تؤثر على الغدة النخامية. وتكون الاختبارات التي تُجرى لقياس مستوى إنتاج هرمون الغدة النخامية الطبيعي غالية الثمن وفي بعض الحالات يصعب إجراؤها. بالإضافة إلى ذلك، تختلف بعض مستويات الهرمونات بشكلٍ كبير على مدار اليوم وحسب الاستجابة لعوامل الأيض مما يؤدِّي إلى صعوبة تحديد المستويات غير الطبيعية - وهو أمرٌ يعوق التشخيص بصورة أكبر.

## الوبائيات
قامت دراسة واسعة النطاق تم إجراؤها على الجثث في السويد بأخذ خزع من مئات الغدد النخامية. وأشارت الدراسة إلى أنه ربما يعاني حوالي 5% من السكان من قدرٍ من تدمير الغدد النخامية ذاتي المناعة. وإضافةً إلى ذلك، يُفترَض أن نصف هذه النسب ربما تظهر عليها أعراض سريرية أو تعاني منها.

## معلومات تاريخية
إن هجوم المناعة الذاتية على الغدة النخامية والذي يؤدِّي إلى انخفاض إنتاج الهرمون تم اكتشافه لأول مرةٍ كنتيجةٍ لتشريح جثة في عام 1962. وقد أوضح تشريح الجثة تدمير الغدد النخامية والدرقية بالتوافق مع هجوم المناعة الذاتية وشمل ضمور الغدد الكظرية. وقد ازداد التشخيص بصورةٍ كبيرة مع توفر التصوير بالرنين المغناطيسي. في الوقت الحاضر، يُعتقدَ أن المرض أكثر انتشارًا مما يتم تشخيصه. وبالرغم من ذلك، كثيرًا ما يُشار إلى التهاب الغدة النخامية ذاتي المناعة باعتباره مرضًا نادرًا ووفقًا للتقديرات الحديثة، تبلغ نسبة انتشاره نحو خمسة لكل مليون.